# Revista Moderna
La Revista Moderna fue una publicación mexicana, principal difusora del modernismo, que apareció de 1898 a 1903 en la Ciudad de México y algunos estados del país. Se caracterizaba por su contenido principalmente literario, aunque también tenía publicaciones científicas. Tuvo colaboraciones de diferentes artistas, entre ellos Julio Ruelas, Rubén Darío, Amado Nervo y Salvador Díaz Mirón. Su sucesora fue la Revista Moderna de México (1903-1911).

## Características
Se caracterizó por publicar poesía con principal tendencia hacia el decadentismo, la sexualidad y el erotismo. Se ilustraba con viñetas y encabezados.